# Château de la Ville-Voisin
Le château de la Ville-Voisin est un édifice situé à Augan en France.

## Localisation
Le château est situé sur le territoire de la commune d'Augan, au lieu-dit la Ville Voisin, dans le département du Morbihan en région Bretagne.

## Description
Édifice construit en moellons sans chaîne en pierre de taille de schiste, à un étage carré et étage de comble, élévation à travées. Toiture à longs pans recouverte d'ardoises, pignon découvert.

## Historique
Le logis conserve des éléments de la fin du XVIIe siècle et du début du XVIIIe siècle. Il est remanié à la fin du XIXe siècle et au début du XXe siècle par adjonction d'un corps carré contre l'élévation sud et modification des parties hautes, en même temps construction des communs est et du portail les reliant au logis.
Le château est inscrit à l'inventaire général du patrimoine culturel.